# Sankt Anastasia-ön

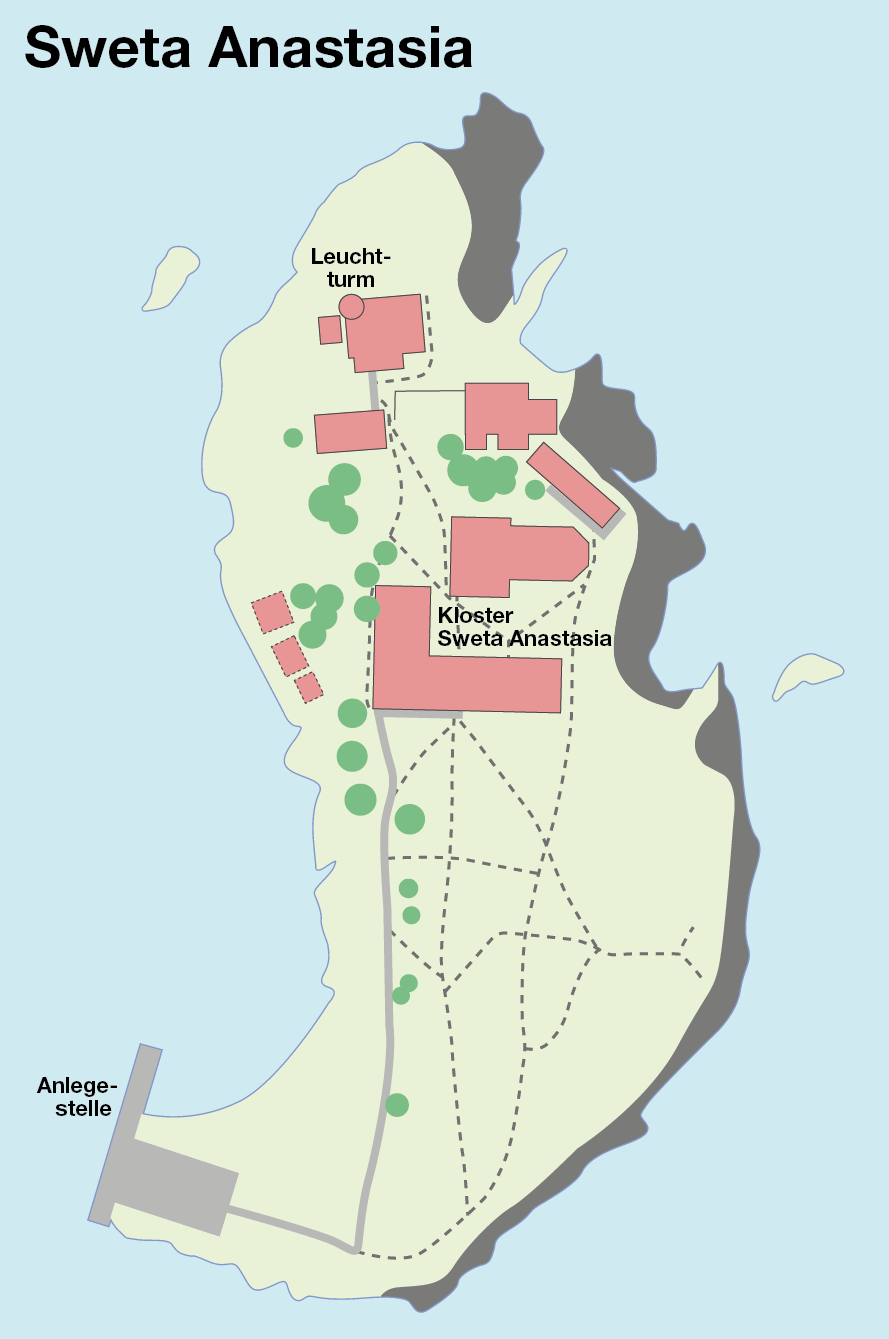
Karta över ön.

Sankt Anastasia-ön (bulgariska: остров света Анастасия, ostrow sweta Anastasija) är en liten bulgarisk ö i Svarta havet i närheten av staden Burgas. Den är uppkallat efter 
det kloster som tidigare fanns på ön och idag är hotell. En fyr byggdes på norra delen av ön år 1889 och den 13 juni 1914 invigdes den nuvarande fyren, som fortfarande är i drift. 
År 1925 användes Sankt Anastasia-ön som fängelse för de bolsjeviker som dömts till döden efter ett bombattentat i Sveta Nedelja-kyrkan i huvudstaden Sofia och senare flytt till Sovjetunionen. Under kommunisttiden kallades ön därför Bolševik.
Den en hektar stora klippön är  Bulgariens enda bebodda ö i Svarta havet och nås med båt från Burgas. Bland sevärdheterna märks en kyrka från tolvhundratalet med restaurerade freskomålningar från omkring år 1300 och resterna av munk- och nunneklostret med ett litet museum.